# NGC 1641
NGC 1641 é um aglomerado aberto na direção da constelação de Dorado. O objeto foi descoberto pelo astrônomo John Herschel em 1834, usando um telescópio refletor com abertura de 18,6 polegadas. 